# Norman Bailey
Norman Bailey (23 luglio 1857 – 13 gennaio 1923) è stato un calciatore inglese, di ruolo centrocampista.
Tra il 1881 e il 1887, durante 14 incontri, fu il capitano della nazionale inglese.

## Statistiche

### Cronologia presenze e reti in nazionale
| Cronologia completa delle presenze e delle reti in nazionale ― Inghilterra | Cronologia completa delle presenze e delle reti in nazionale ― Inghilterra | Cronologia completa delle presenze e delle reti in nazionale ― Inghilterra | Cronologia completa delle presenze e delle reti in nazionale ― Inghilterra | Cronologia completa delle presenze e delle reti in nazionale ― Inghilterra | Cronologia completa delle presenze e delle reti in nazionale ― Inghilterra | Cronologia completa delle presenze e delle reti in nazionale ― Inghilterra | Cronologia completa delle presenze e delle reti in nazionale ― Inghilterra |
| Data                                                                       | Città                                                                      | In casa                                                                    | Risultato                                                                  | Ospiti                                                                     | Competizione                                                               | Reti                                                                       | Note                                                                       |
| -------------------------------------------------------------------------- | -------------------------------------------------------------------------- | -------------------------------------------------------------------------- | -------------------------------------------------------------------------- | -------------------------------------------------------------------------- | -------------------------------------------------------------------------- | -------------------------------------------------------------------------- | -------------------------------------------------------------------------- |
| 2-3-1878                                                                   | Glasgow                                                                    | Scozia                                                                     | 7 – 2                                                                      | Inghilterra                                                                | Amichevole                                                                 | -                                                                          |                                                                            |
| 18-1-1879                                                                  | Londra                                                                     | Inghilterra                                                                | 2 – 1                                                                      | Galles                                                                     | Amichevole                                                                 | -                                                                          |                                                                            |
| 5-4-1879                                                                   | Londra                                                                     | Inghilterra                                                                | 5 – 4                                                                      | Scozia                                                                     | Amichevole                                                                 | -                                                                          |                                                                            |
| 13-3-1880                                                                  | Glasgow                                                                    | Scozia                                                                     | 5 – 4                                                                      | Inghilterra                                                                | Amichevole                                                                 | -                                                                          |                                                                            |
| 12-3-1881                                                                  | Londra                                                                     | Inghilterra                                                                | 1 – 6                                                                      | Scozia                                                                     | Amichevole                                                                 | -                                                                          | cap.                                                                       |
| 11-3-1882                                                                  | Glasgow                                                                    | Scozia                                                                     | 5 – 1                                                                      | Inghilterra                                                                | Amichevole                                                                 | -                                                                          | cap.                                                                       |
| 13-3-1882                                                                  | Wrexham                                                                    | Galles                                                                     | 5 – 3                                                                      | Inghilterra                                                                | Amichevole                                                                 | -                                                                          | cap.                                                                       |
| 3-2-1883                                                                   | Londra                                                                     | Inghilterra                                                                | 5 – 0                                                                      | Galles                                                                     | Amichevole                                                                 | -                                                                          | cap.                                                                       |
| 10-3-1883                                                                  | Sheffield                                                                  | Inghilterra                                                                | 2 – 3                                                                      | Scozia                                                                     | Amichevole                                                                 | -                                                                          | cap.                                                                       |
| 23-2-1884                                                                  | Belfast                                                                    | Irlanda                                                                    | 1 – 8                                                                      | Inghilterra                                                                | Torneo Interbritannico 1884                                                | -                                                                          | cap.                                                                       |
| 15-3-1884                                                                  | Glasgow                                                                    | Scozia                                                                     | 1 – 0                                                                      | Inghilterra                                                                | Torneo Interbritannico 1884                                                | -                                                                          | cap.                                                                       |
| 17-3-1884                                                                  | Wrexham                                                                    | Galles                                                                     | 0 – 4                                                                      | Inghilterra                                                                | Torneo Interbritannico 1884                                                | 1                                                                          | cap.                                                                       |
| 28-2-1885                                                                  | Manchester                                                                 | Inghilterra                                                                | 4 – 0                                                                      | Irlanda                                                                    | Torneo Interbritannico 1885                                                | -                                                                          | cap.                                                                       |
| 14-3-1885                                                                  | Blackburn                                                                  | Inghilterra                                                                | 1 – 1                                                                      | Galles                                                                     | Torneo Interbritannico 1885                                                | -                                                                          | cap.                                                                       |
| 21-3-1885                                                                  | Londra                                                                     | Inghilterra                                                                | 1 – 1                                                                      | Scozia                                                                     | Torneo Interbritannico 1885                                                | -                                                                          | cap.                                                                       |
| 27-3-1886                                                                  | Glasgow                                                                    | Scozia                                                                     | 1 – 1                                                                      | Inghilterra                                                                | Torneo Interbritannico 1886                                                | -                                                                          | cap.                                                                       |
| 29-3-1886                                                                  | Wrexham                                                                    | Galles                                                                     | 1 – 3                                                                      | Inghilterra                                                                | Torneo Interbritannico 1886                                                | -                                                                          | cap.                                                                       |
| 26-2-1887                                                                  | Londra                                                                     | Inghilterra                                                                | 4 – 0                                                                      | Galles                                                                     | Torneo Interbritannico 1887                                                | -                                                                          | cap.                                                                       |
| 19-3-1887                                                                  | Blackburn                                                                  | Inghilterra                                                                | 2 – 3                                                                      | Scozia                                                                     | Torneo Interbritannico 1887                                                | -                                                                          | cap.                                                                       |
| Totale                                                                     |                                                                            | Presenze                                                                   | 19                                                                         |                                                                            | Reti                                                                       | 1                                                                          |                                                                            |

## Palmarès

### Club

#### Competizioni nazionali
- Coppa d'Inghilterra: 1

Clapham Rovers: 1879-1880